# 鄒學柱
鄒學柱（1547年—1635年），字國材，號肖岩，浙江紹興府餘姚縣人，民籍，明朝政治人物。

## 生平
隆慶元年（1567年）丁卯科浙江鄉試第八名舉人。隆慶二年（1568年）聯捷戊辰科三甲第一百八十二名進士。初授溧阳县知县，将乡豪汤梅、巨蠧吕祚等人以法處置，擢升礼部主事。万历五年由礼部仪制司员外郎升祠祭司郎中，累官河南归德府知府，平定白莲教，擒剧盗朱应科等。万历十年升江西副使，兵备宁州，十一年提調学政，歷广东左參政，丁父忧归。服阕起补河南，遷云南按察使、河南按察使、湖广右布政使、河南左布政使。萬曆二十三年（1595年）調補山東左布政使，二十五年母喪歸。二十九年起補山西左布政，降职湖广下湖南道按察使，三十四年为右布政，仍管湖南道事。三十七年七月为湖广巡抚张问达弹劾贪婪，革职归。崇祯八年卒，享年八十九。

## 家族
曾祖鄒瑞；祖父鄒彥，號石泉；父鄒名，號龙岩，贈山西右布政使；母丁氏。重庆下。兄鄒文柱。
娶陳氏（1546年-1597年），陳梅軒孫女，封宜人其女曾許聘倪元璐，未结缡早亡。